# Người ấy đã đến
Người ấy đã đến (tiếng Hàn: 진짜가 나타났다!, Tiếng Anh: The Real Has Come!) là một bộ phim truyền hình Hàn Quốc năm 2023 với sự tham gia của Baek Jin-hee, Ahn Jae-hyun, Cha Joo-young và Jung Eui-jae. Phim được khởi chiếu trên KBS2 vào ngày 25 tháng 3 năm 2023 và phát sóng thứ bảy và chủ nhật hàng tuần lúc 19:55 (KST) với 50 tập. Nó có sẵn để phát trực tuyến trên Kocowa, Viki và Viu ở các khu vực được chọn.
Tập cuối của bộ phim phát sóng vào ngày 10 tháng 9 năm 2023 với tỷ suất người xem là 22,9%. Nó thấp hơn 1% so với mức xếp hạng cao nhất 23,9% theo Nielsen Korea.

## Tóm tắt
Bộ phim kể câu chuyện về Oh Yeon-doo (Baek Jin-hee), một phụ nữ mang thai trước hôn nhân và Gong Tae-kyung (Ahn Jae-hyun), một người đàn ông chưa lập gia đình đã ký kết một hợp đồng hôn nhân giả nhưng về sau họ đã thật lòng yêu nhau.

## Diễn viên

### Chính
- Baek Jin-hee vai Oh Yeon-doo

33 tuổi, mặc dù chỉ là giảng viên hạng 2 nhưng cô là người có tâm huyết với nghề nghiệp của mình bất chấp sự ghen tị của các giảng viên cấp trên. Một lần cô đến khách sạn để gặp Jun-ha, nhìn thấy chiếc nhẫn không vừa với ngón tay mình, đồ lót không vừa với cơ thể và bánh kem khắc tên người khác thì cô bàng hoàng nhận ra mình đã bị bạn trai phản bội. Không kiềm chế được sự tức giận, cô đã xuống hầm giữ xe vẽ nhầm lên xe của Tae-kyung, người có cùng thương hiệu và mẫu xe tương tự Jun-ha, điều này khiến cô vô tình quen với Tae-kyung. Thông qua cuộc gặp gỡ tình cờ này, cả 2 đã biết được hoàn cảnh của nhau và quyết định đi đến một hợp đồng hôn nhân giả bằng cách lừa lối cả 2 bên gia đình.
- Ahn Jae-hyun vai Gong Tae-kyung[11]

34 tuổi, một bác sĩ sản phụ tay nghề cao chuyên khám chữa hiếm muộn. Con trai thứ ba của một gia đình chaebol giàu có.
- Cha Joo-young vai Jang Se-jin[12]

34 tuổi, bạn thời thơ ấu của Gong Tae-kyung và là tham mưu trưởng Tập đoàn NX. Cô có năng lực làm việc xuất sắc và được gia đình chủ tịch tin tưởng.
- Jung Eui-jae vai Kim Jun-ha[13]

34 tuổi, bạn trai cũ của Oh Yeon-doo, một chuyên gia đầu tư coi trọng đầu tư nhất. Cha ruột của đứa con trong bụng Yeon-doo.

### Phụ

#### Gia đình Tae Kyung
- Kang Boo-ja vai Eun Geum-sil[15]

80 tuổi, bà nội kế của Gong Tae-kyung, mẹ của chủ tịch tập đoàn Gong Chan-sik.
- Hong Yo-seob ( Tập 1–15) / Sunwoo Jae-duk ( Tập 17–50) trong vai Gong Chan-sik[a]

64 tuổi, chủ tịch tập đoàn NX và là cha dượng của Gong Tae-kyung.
- Cha Hwa-yeon vai Lee In-ok

59 tuổi, vợ của Gong Chan-sik và là mẹ ruột của Gong Tae-kyung.
- Choi Dae-chul vai Gong Chun-myeong

39 tuổi, anh trai Gong Tae-kyung, giám đốc điều hành nhóm tài chính của Tập đoàn NX.
- Yoon Joo-hee vai Yeom Su-jeong[17]

35 tuổi, vợ của Gong Chun-myeong. Cô xuất thân từ một gia đình khá giả và có chiếc mũi cao. Ngay cả mẹ chồng cũng chiều chuộng cô.
- Choi Ja-hye vai Gong Ji-myeong[18]

37 tuổi, chị gái của Gong Tae-kyung, cô là giám đốc điều hành công ty của bố mình. Cô kết hôn với Cha Hyun-woo, sinh viên năm cuối trường y của anh trai.
- Kim Sa-kwon vai Cha Hyun-woo[19]

37 tuổi, trưởng khoa sản phụ khoa và là chồng của chị gái Gong Ji-myeong, Gong Tae-kyung.
- Lee Ye-hyun vai Gong Yoo-myeong[18]

26 tuổi, em gái của Tae-kyung, con gái út của một gia đình giàu có.

#### Gia đình Yeon Doo
- Kim Hye-ok vai Kang Bong-nim

59 tuổi, mẹ của Oh Yeon-doo, người rất quan tâm đến con cái.
- Ryu Jin vai Kang Dae Sang

43 tuổi, chú ngoại của Yeondu, em trai của Bong-nim.
- Choi Yoon-jae vai Oh Dong-wook

25 tuổi, em trai của Oh Yeon-doo, một ông bố đơn thân, đang một mình nuôi con gái sau khi lên chức bố ở tuổi 18.
- Jeong Seo-yeon vai Oh Soo-gyeom

7 tuổi, cháu gái của Oh Yeon-doo và con gái của Oh Dong-wook.

#### Gia đình Se Jin
- Kim Chang-wan vai Jang Ho[21]

64 tuổi, cha của Se-jin, một người rất nhân hậu và chính trực.
- Lee Kan-hee vai Joo Hwa-ja

Mẹ của Se-jin, 55 tuổi, thích được chú ý và có xu hướng phù phiếm và xa hoa.

#### Khác
- Seong-hyeok vai Yeon Sang-hoon, đàn em của Gong Ji-myeong[22]
- Yoon Ah-jeong vai dược sĩ[23]
- Jung So-young vai Seon Woo-hee, mối tình đầu của Kang Dae-sang[24]
- Min Chae-eun vai Song Songi, mẹ của Oh Su-gyeom và chủ quán cà phê tại Joy Entertainment[25]

#### Xuất hiện đặc biệt
- Cha Min-ji vai Jin Soo-ji[26]

Phát thanh viên, bạn gái của Gong Tae-kyung (Tập 1).
- Chae Min-hee trong vai Eka Kim, cháu gái của Eun Geum-sil và em gái của Kim Jun-ha (Tập 42, 43)[27]

## Giải thưởng
| Lễ trao giải     | Năm  | Hạng mục                                                  | Người được đề cử              | Kết quả   | Ref.          |
| ---------------- | ---- | --------------------------------------------------------- | ----------------------------- | --------- | ------------- |
| APAN Star Awards | 2023 | Nữ diễn viên chính phim truyền hình dài tập xuất sắc nhất | Baek Jin-hee                  | Đề cử     | [ 28 ] [ 29 ] |
| APAN Star Awards | 2023 | Nữ diễn viên phim truyền hình dài tập xuất sắc nhất       | Cha Joo-young                 | Đề cử     | [ 28 ] [ 29 ] |
| KBS Drama Awards | 2023 | Nữ diễn viên phim truyền hình dài tập xuất sắc nhất       | Baek Jin-hee                  | Đoạt giải | [ 30 ]        |
| KBS Drama Awards | 2023 | Diễn viên nổi tiếng nhất                                  | Ahn Jae-hyun                  | Đoạt giải | [ 30 ]        |
| KBS Drama Awards | 2023 | Cặp đôi đẹp nhất                                          | Ahn Jae-hyun and Baek Jin-hee | Đoạt giải | [ 30 ]        |